# بيلاجورنيس
البيلاجورنيس هو جنس واسع الانتشار من الطيور ذات أشباه الأسنان التي عاشت في عصر ما قبل التاريخ. تميزت هذه الطيور بأحجامها الكبيرة والبروز العظمي الذي كان يشبه الأسنان في منقارها.

## الحواشي
1. ↑  Bourdon (2005), Mayr (2009: p. 59)